# Wurmlingen, Tuttlingen
Wurmlingen là một đô thị ở huyện Tuttlingen bang Baden-Württemberg thuộc nước Đức.